# Логвиненко Володимир Іванович
Володи́мир Іва́нович Логвине́нко — український політик, голова Донецької обласної державної адміністрації (16 травня 2006 року — 18 березня 2010 року).

## Біографія
Володимир Іванович Логвиненко народився 14 жовтня 1944 року в селі Новопідгородне Дніпропетровської області. Закінчив у 1974 році Дніпропетровський інженерно-будівельний інститут, промислове та цивільне будівництво, інженер-будівельник.
Кандидат економічних наук, доктор наук з державного управління.
Трудову діяльність розпочав після служби в армії, в 1968 році, слюсарем-сантехніком будівельного управління № 14 «Сантехелектромонтаж» (місто Красноармійськ). Працював інженером, старшим інженером, начальником навчально-курсового комбінату, виконробом будівельного управління «1 тресту» Красноармійськшахтобуд ".
З 1974 року — інструктор промислово-транспортного відділу Красноармійського міськкому Компартії України. З 1977 року — головний інженер будівельного управління № 6 тресту «Красноармійськшахтобуд».
У 1978—1984 роках працював інструктором відділу будівництва Донецького обкому Компартії України.
З жовтня 1984 року по листопад 1988 року — голова виконкому Краматорської міськради народних депутатів.
З листопада 1988 року по квітень 1990 року — заступник, перший заступник начальника головного планово-економічного управління Донецької обласної виконкому. А після цього — заступник, перший заступник голови виконкому Донецької обласної ради народних депутатів.
З квітня 1992 року по липень 1994 року — перший заступник голови Донецької обласної державної адміністрації. Далі, по грудень 1995 року — заступник голови виконкому Донецької обласної ради народних депутатів.
У 1994 році брав участь у виборах Губернатора Донецької області. Однак програв у другому турі Щербаню Володимиру Петровичу.
У 1996—2002 роках працював заступником гендиректора, генеральним директором концерну «Енерго» (місто Донецьк).
В кінці 2001 року Донецькою обласною радою на 4 роки обраний головою територіальної виборчої комісії по виборах депутатів Донецької обласної ради.
З квітня 2002 року знову працює в Донецькій обласній державній адміністрації: на посаді заступника голови з питань промисловості, енергетики, транспорту і зв'язку. Виконував обов'язки голови Донецької обласної державної адміністрації (з 21 січня по 4 лютого 2005 року); заступника голови (лютий і березень, 2005).
Травень-вересень 2005 року — радник голови Ради Національної безпеки і оборони України Петра Порошенка.
16 травня 2006 Володимир Логвиненко призначений на посаду Голови Донецької обласної державної адміністрації.
18 березня 2010 Володимир Логвиненко був звільнений з посади Голови Донецької обласної державної адміністрації.

## Родина
Одружений. Дружина — Логвиненко Тамара Олександрівна (1950)
Діти: дочка — Попова (Логвиненко) Марина Володимирівна (1974), лікар, кандидат медичних наук; зять — Попов Сергій Володимирович, лікар, кандидат медичних наук; син — Логвиненко Олександр Володимирович (1978), економіст, кандидат економічних наук; невістка — Логвиненко (Міхєєва) Алла Володимирівна, економіст; Онуки: Іван (2002), Володимир (2004), Степан (2009).

## Наукові звання та нагороди

### Звання
- Доктор наук з державного управління (2009)
- Кандидат економічних наук (2006)

### Нагороди
Ювілейна медаль «20 років Перемоги у ВВВ 1941—1945 рр.» (1965); Орден Святого Нестора Літописця (за заслуги перед Українською Православною Церквою) (1998); Орден Святого Рівноапостольного Великого Князя Володимира I ступеня (2000); Орден Святого Рівноапостольного Великого Князя Володимира III ступеня (2003); Лауреат Державної премії України в галузі науки і техніки (2003); Срібна медаль «10 років Незалежності України» (2003) почесне звання «Заслужений працівник промисловості» (2004); Почесна грамота Кабінету міністрів України (2004) ; кавалер відзнаки «Шахтарська слава 3-х ступенів (2004—2007); нагрудний знак» Державна служба України «За сумлінну працю» (2007); міжнародна нагорода «Лаври Слави» (2007); Орден Петра Великого I ступеня від Російської Федерації Національного комітету громадських нагород (2007); нагорода «Слов'янська честь» від Ради Собору слов'янських народів і Ради експертів Міжнародної програми «Лідери XXI сторіччя» (2007); Орден Святого князя Олександра Невського I ступеня від Російської Федерації Національного комітету громадських нагород (2008); Орден «За заслуги» III ступеня (2008); Орден Миру від Міжнародного Благодійного фонду «Меценати сторіччя» (2008); Орден Руської Православної Церкви Преподобного Сергія Радонезького II ступеня (2008); Орден «За заслуги II ступеня» (2010)

## Публікації про Логвиненко
- Про призначення В. Логвиненка головою Донецької обласної державної адміністрації: Указ Президента України, 16 трав. 2006, № 395 // Уряд. кур'єр. — 2006. — 18 трав. (№ 91). — С. 4.
- Володимир Іванович Логвиненко, голова Донецької обласної державної адміністрації // Меркурій. — 2006. — № 5. — С. 7.
- Його професія — творець // Донецьк в обличчях: фотоальманах. — Донецьк: Реклам. будинок, 2004. — Кн. 1. — С. 56-57.
- Логвиненко В. І. Антикризовий губернатор: [Інтерв'ю з губернатором Донець. обл. В. І. Логвиненко / Записала Є. Гайдаренко] // Донбас-Інвест. — 2006. — № 3. — С. 13-19.
- Логвиненко В. І. Головоломки для губернатора: [Інтерв'ю з губернатором Донець. обл. В. І. Логвиненко / Записав Ю. Саганом] // Вдалий вибір. — 2006. — № 46. — С. 13-14.
- Логвиненко Володимир Іванович // Хто є хто в Донецьку: біогр. справ. — Донецьк: Інтерхоббіекспо, 2000. — С. 127.
- Логвиненко Володимир Іванович // Хто є хто в Донецьку: біогр. справ. — Донецьк: Інтерхоббіекспо, 2005. — С. 192.
- Логвиненко Володимир Іванович: [Фот.] // Деловая еліта. — 2006. — [С. 13]. — (Спец. вип. Журн. «Донбас-Інвест»).
- Сергєєв В. В. Логвиненко: «Головний напрямок — соціальний» / В. Сергєєв // Податковий кур'єр. — 2006. — № 6. — С. 8-11.

1. ↑  https://skelet.info/vladimir-logvinenko-vernutsya-li-eshhe-raz-k-vlasti-starodoneckie-chast-2/